# David Forbes
David John Oliver Forbes (* 26. Januar 1934 in Sydney; † 22. Mai 2022 ebenda) war ein australischer Regattasegler.

## Biografie
David Forbes besuchte von 1943 bis 1949 das Newington College. 1968 trat er bei den Olympischen Spielen in Mexiko-Stadt zusammen mit Richard Williamson in der Bootsklasse Star an und wurde Sechster. Zwei Jahre später wurde er in der Bootsklasse 5.5m IC in Sydney  Weltmeister. Bei den Olympischen Spielen 1972 in München gewann er zusammen mit John Anderson die Goldmedaille im Star. Vier Jahre später bei den Spielen von Montreal reichte es für Forbes und seine Soling-Crew, die ein Jahr zuvor Nordamerikameister geworden war, nur für Rang elf.
Forbes starb am 22. Mai 2022 in Sydney im Alter von 88 Jahren.